# Konstantin II.
Flavius Claudius Constantinus (únor 316 Arelate, Galie – zima/jaro 340 u Aquileie, Itálie), známý jako Konstantin II., byl římským císařem v letech 337 až 340.

## Původ a kariéra
Narodil se ve městě Arelate (dnešní Arles) jako nejstarší ze synů Konstantina Velikého a Fausty. 1. března 317 se stal z otcovy vůle caesarem a ve věku sedmi let se zúčastnil tažení proti Sarmatům. V deseti letech byl formálně pověřen správou Galie na místo svého popraveného nevlastního bratra Crispa. Podle nápisu pocházejícího patrně z roku 330 získal Konstantin II. titul Alamannicus, což by mohlo dokládat, že jeho vojevůdci dosáhli vítězství nad Alamany. V roce 332 působil jako velitel v průběhu otcovy kampaně proti Gótům. Někdy před rokem 335 se oženil, avšak jméno jeho manželky není známo. V letech bezprostředně před otcovou smrtí pobýval v Galii.

## Vláda
Po smrti Konstantina Velikého 22. května 337 následovaly zmatky, během nichž vojsko vyvraždilo většinu mužských členů konstantinovské dynastie kromě Konstantinových synů. V září téhož roku se Konstantin II. setkal se svými bratry Constantiem II. a Constantem v Panonii, kde byli vojáky společně provoláni za augusty. Každý z bratrů měl vládnout nad třetinou římské říše, přičemž Konstantinovi II. byly přiděleny do správy Galie, Británie a Hispánie. Obdobně jako jeho mladší bratři byl i Konstantin vychován jako křesťan. Brzy po uchopení moci se proto zapojil do sporu mezi různými křesťanskými směry. Západní část říše byla nakloněna zastáncům nicejského vyznání a vystupovala proti ariánům. Konstantin II. proto osvobodil z vyhnanství biskupa Athanasia, jemuž povolil návrat do Alexandrie. Tento čin vyvolal napětí ve vztazích mezi Konstantinem II. a Constantiem II., který podporoval ariánství.
Konstantin II. si nárokoval postavení staršího z augustů (senior Augustus) a vystupoval jako poručník mladšího Constanta, který vládl v Itálii. Mezi oběma bratry ale brzy vypukl otevřený konflikt. V roce 340 se Konstantin II. pokusil bratra sesadit a vytáhl v čele silného vojska do Itálie. V bitvě nedaleko města Aquileia byl však přepaden ze zálohy a zabit. Vítězný Constans poté ovládl celé území, které předtím náleželo Konstantinovi II.